# Towanda Rebels
Towanda Rebels son un dúo de activistas, artistas, escritoras y feministas españolas creado en 2017, formado por Zua Méndez (Madrid, 1985) y Teresa Lozano (Madrid, 1986). Estas mujeres se dedican a combatir la explotación sexual de mujeres y niñas, a través de las redes sociales con su campaña #HolaPutero lanzada en 2017 donde señalan en un video al responsable directo de la explotación sexual, el putero o consumidor de mujeres. Estas dos mujeres dan charlas por toda España hablando de lo que supone la prostitución para las mujeres y niñas de todo el mundo.

## Trayectoria
Towanda Rebels nació en 2017 como canal en You Tube divulgación y formación feminista además de creadoras de ficción. 
Entre sus primeras campañas están #YoTecreo, en apoyo a la víctima de la Manada (2017), #HolaPutero (2017), una campaña que denuncia a los consumidores de la prostitución y se preguntan no ya si las mujeres tienen derecho a ser putas si no si los hombres tienen derecho a comprarlas. contra la prostitución con casi 1 millón de reproducciones en YouTube, así como #MafiaReproductiva y #ManadaPorno, en contra del negocio de los vientres de alquiler y la pornografía, respectivamente. #Hola Putero es campaña que pone el foco sobre los clientes de la prostitución. La campaña fue distinguida con el premio 8 de marzo del Ayuntamiento de Getafe.
En 2018 publican "Hola, guerrera", un libro en el que además de las referencias a las históricas del feminismo trata cuestiones como la cultura de la violación, la prostitución el machismo institucionalizado, la cosificación, el porno, etc.
En octubre de 2019 presentaron la serie Resetearas creando la productora Purple Trama.
En el año 2020 debido al gran número de "no me gusta" recibidos en la mayoría de sus vídeos, se vieron obligadas a eliminar la opción de voto Me Gusta/No Me Gusta.
En 2020 estrenan la obra Sex Toy, la rebelión de las muñecas Partiendo de una experiencia individual para llegar al compromiso colectivo denunciando las violencias que el feminismo está situando en la agenda política.

## Miembros
El dúo está formado por Zua Méndez  (Madrid, 1985) licenciada en humanidades y Teresa Lozano, (Madrid, 1986) licenciada en periodismo.

## Premios y reconocimientos
- 2018 Premio 8 de marzo de Getafe de 2018 por su campaña #HolaPutero[2]

## Obra

### Publicaciones
- #HolaGuerrera (2018) Aguilar, Penguin Random House ISBN: 9788403519237

#### Colectivas
- Debate prostitución: 18 voces abolicionistas. (2019) La Moderna ISBN 978-84-949908-2-3.[8]
- Ser feministas. (2020) Colección Feminismos
- No somos princesas somos guerreras. Cuentos feministas para un mundo nuevo. (2021)[9]

### Teatro
- "Sex Toy, la rebelión de las muñecas" (2020)  productoras y actrices

### Audiovisual
- “Porn Laid Bare” Episodio 3: How Does Porn Affect Users? (2019)[10]
- Reseteadas, serie para Instagram[5]